# Vidå Sluse
Vidå Sluse eller Vidåslusen er en digesluse sydvest for Højer. Slusen er en del af Det Fremskudte Dige, der blev bygget 1979-1981 som afløsning for det ældre Højer Dige fra 1861, efter at stormfloden 3. januar 1976 truede med at gå over det.
Slusen er bygget i beton og består af tre parallelle kamre, på i alt 20 m bredde, hver med to selvlukkende træporte ud mod havet og 1 stormskodde ind mod land. Øverst på slusen er der et rundt mandskabsrum, hvorfra slusemesteren kan holde øje med eventuelle krisesituationer.
Slusen sikrer at Vidåens vand ved ebbe kan strømme ud i Vadehavet, og hindrer samtidig at vand fra Vadehavet ved højvande strømmer ind i Vidåen. Den maksimale vandgennemstrøming er ca. 200.000 l/s.

## Faciliteter
Ved slusen er der toiletter, et lille museum og en restaurant med en parkeringsplads.
- Stormflodspæl med markeringer for historiske vandstande
- Slusetårnet og de 3 stormskodder. I baggrunden P-plads m.m.
- En af de selvlukkende sluseporte
- Vidåens udløb i Vadehavet

## Eksterne Henvisninger
- Diget og Vidåslusen